# Poeciloconger
Poeciloconger is een geslacht van straalvinnige vissen uit de familie van zeepalingen (Congridae). Het geslacht is voor het eerst wetenschappelijk beschreven in 1872 door Guenther.

## Soorten
- Poeciloconger fasciatus Günther, 1872
- Poeciloconger kapala Castle, 1990